# Churchill Park
El Churchill Park es un estadio multiuso de la ciudad de Lautoka, Fiyi. Se usa principalmente para partidos de fútbol y rugby, siendo el Lautoka FC y la selección fiyiana los que usan el estadio para jugar de local.